# Angelica e Medoro (Spranger)
Angelica e Medoro (Angelika und Medor) è un dipinto del pittore manierista Bartholomäus Spranger, realizzato tra il 1580 e il 1600 circa. Il quadro, oggi conservato all’Alte Pinakothek di Monaco di Baviera, venne acquistato dal museo nel 1935.

## Descrizione
Il quadro è basato su un episodio del poema cavalleresco Orlando furioso dello scrittore italiano Ludovico Ariosto. Raffigura Angelica, principessa dei Catai, e Medoro, un soldato saraceno, mentre quest’ultimo sta per incidere il loro nomi sul tronco di un albero per suggellare il loro amore. Questo tema, poi ripreso da molti altri pittori, è di natura sia erotica che pastorale. In basso a destra, sotto il tronco dell'albero, si notano la spada e l’elmo di Medoro. Tra gli elementi manierististici di questo dipinto si hanno la muscolatura di Medoro, la torsione del corpo di quest'ultimo e la posizione dei due personaggi. Angelica porta al polso un braccialetto, che in seguito donerà ai pastori che avevano ospitato la coppia in precedenza (Orlando furioso, XIX, 40, vv. 5-6).